# Apeadero Tristán Narvaja
Tristán Narvaja es una estación de ferrocarril ubicada en la ciudad de Córdoba, Argentina.

## Servicios
Es una de las estaciones intermedias del servicio interurbano que presta la empresa estatal Trenes Argentinos Operaciones del denominado Tren de las Sierras entre Alta Córdoba y Capilla del Monte. Presta dos servicios ida y vuelta cada día hábil entre cabeceras.
Las vías por donde corre el servicio, corresponden al Ramal A1 del Ferrocarril General Belgrano.

## Ubicación
Se encuentra en el Barrio Villa Rivera Indarte, en el noroeste de la Ciudad de Córdoba. En sus adyacencias se encuentra un importante centro comercial.

## Toponimia
Debe su nombre a Tristán Narvaja, abogado cordobés del siglo XIX.